# ملعب فيكتور أغوستين أوغارت
ملعب فيكتور أغوستين أوغارت عرف سابقاً بملعب ماريو ميركادو فاكا غوزمان هو ملعب متعدد الاستخدام في بوتوسي، بوليفيا. يبلغ ارتفاع الملعب عن مستوى سطح البحر 3960 م ليكون واحد من أعلى الملاعب في العالم. غالباً ما يتم استخدام الملعب لمباريات كرة القدم حيث يعتبر الملعب الرئيسي لنادي ريال بوتوسي. يمكن أن يتسع الملعب لجلوس 32,000 شخص.
كان هذا الملعب يسمى بالأصل بملعب سان كليمينتي، لكن أعيد تسميته لماريو ميركادو فاكا غوزمان. بعد إجراء بعض التعديلات على هيكل الملعب، بما في ذلك أبراج الإنارة الجديدة. أدى في النهاية إلى أحدث التعديلات من بينها اسمه الملعب.